# Unité urbaine de Provins
L'unité urbaine de Provins est une unité urbaine française centrée sur la commune de Provins, dans le département français de Seine-et-Marne en Île-de-France.

## Données générales
Dans le zonage réalisé par l'Insee en 2010, l'unité urbaine était composée de trois communes.
Dans le nouveau zonage réalisé en 2020, elle est composée des trois mêmes communes.
En 2022, avec 13 131 habitants, elle représente la 12e unité urbaine du département de Seine-et-Marne.
En 2019, sa densité de population s'élève à 397 hab/km2. Par sa superficie, elle représente 0,6 % du territoire départemental et, par sa population, elle regroupe 0,94 % de la population du département de Seine-et-Marne.

## Composition de l'unité urbaine en 2020
Elle est composée des trois communes suivantes :
| Nom                    | Code Insee | Département    | Statut       | Superficie (km2) | Population (dernière pop. légale) | Densité (hab./km2) | Modifier                                    |
| ---------------------- | ---------- | -------------- | ------------ | ---------------- | --------------------------------- | ------------------ | ------------------------------------------- |
| Provins (ville-centre) | 77379      | Seine-et-Marne | ville-centre | 14,72            | 11 824 (2022)                     | 803                | modifier les données · modifier les données |
| Rouilly                | 77391      | Seine-et-Marne | banlieue     | 7,62             | 495 (2022)                        | 65                 | modifier les données · modifier les données |
| Saint-Brice            | 77403      | Seine-et-Marne | banlieue     | 11,46            | 812 (2022)                        | 71                 | modifier les données · modifier les données |

## Évolution démographique
| 1968   | 1975   | 1982   | 1990   | 1999   | 2008   | 2013   | 2019   |
| ------ | ------ | ------ | ------ | ------ | ------ | ------ | ------ |
| 12 232 | 13 177 | 13 037 | 12 771 | 12 814 | 13 502 | 13 099 | 13 428 |

#### Données générales
- Unité urbaine
- Aire d'attraction d'une ville
- Aire urbaine (France)
- Liste des unités urbaines de France

#### Données démographiques en rapport avec l'unité urbaine de Provins
- Aire d'attraction de Paris
- Arrondissement de Provins

#### Données démographiques en rapport avec la Seine-et-Marne
- Démographie de Seine-et-Marne